# Jean-Christophe Lagarde
Jean-Christophe Lagarde (nascut el 24 d'octubre de 1967 a Châtellerault) és un membre de l'Assemblea Nacional de França. És el segon President de la Unió de Demòcrates i Independents d'ençà el 13 de novembre de 2014.
Fou un dels signataris d'una carta de 52 diputats francesos contra la repressió espanyola a Catalunya, l'1 de setembre de 2019.

## Mandats
- Batlle de Drancy (d'ençà el 2001)
- Diputat de Seine-Sant-Denis 5è districte (d'ençà el 2002[2])